# ナイキ・オライオン

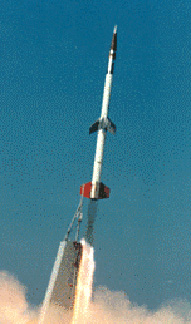
飛翔中のナイキ・オライオンロケット

ナイキ・オライオン（英: Nike Orion）はアメリカ合衆国の推力研究用ロケット。ナイキを1段目にし、2段目にオライオンを取り付けた。
1977年2月26日に初発射され、いまだ現役。188回使用され、4回失敗している。直近の発射は2007年8月3日。

## 性能
- 高度：140 km
- 推力：217.000 kN（離陸時）
- 重量：1,100 kg
- 直径：0.42 m
- 全長：9.00 m
- ペイロード性能：68 kg（190 km）または 204 kg（90 km）